# Panhard K12
Pour les articles homonymes, voir K12.
Le Panhard K12 est un modèle de camion dont seulement deux prototypes ont été fabriqués par Panhard peu avant Première Guerre mondiale.

## Historique
Le premier Panhard K12 est produit en fin 1913 et un deuxième est ensuite produit bien que les archives Panhard ne le mentionne pas. Les deux K12 sont présentés en juillet au concours de poids lourds organisé en juillet 1914 par l'Automobile Club de France et le ministère de la Guerre. Le déclenchement de la Grande Guerre met fin au concours et l'Armée achète tous les modèles présentés au concours.
Malgré son entrée en service militaire, la production du K12 n'est pas lancée et il faudra attendre 1918 pour que soit produit un modèle de la même classe (charge utile 4 t), le Panhard K16.

## Conception
Le modèle K12 utilise le moteur SK 4 F 4 quatre cylindres de 105 à 140 mm, qui lui donne une puissance fiscale de 20 HP.
Dotée d'un poids à vide de 3 050 kg, le Panhard K12 a une charge utile de 3 500 kg.